# Бродвейський міст (Портленд)
45°31′55″ пн. ш. 122°40′26″ зх. д. / 45.531917° пн. ш. 122.673861° зх. д.
Бродвейський міст (англ. Broadway Bridge) у місті Портленд, штат Орегон, Сполучені Штати Америки — фермовий розвідний міст через річку Вілламетт, побудований в 1913 році. 
Найстаріший із чотирьох розвідних мостів Портленда; на момент будівництва — двопролітний міст, що розкривається, з найдовшими у світі розвідними прольотами 
; 
і до початку 2020=х — міст із найдовшими у світі розвідними прольотами системи Раля 
. 
Має чотири смуги руху, по ньому також прокладено невиокремлену трамвайну лінію та велосипедну доріжку. 
В 2012 році включений до Національного реєстру історичних місць США.

## Історія
Оскільки ще до початку будівництва було вирішено, що міст стане найдовшим розвідним мостом, що розкривається, за право визначити конструкцію моста конкурували патентоутримувачі на системи Страуса 
, 
Шерцера 

і Ралля 

Система Раля була обрана як найекономічніша: міст коштував 1.6 мільйонів доларів 
.
Бродвейський міст спроектований Ральфом Моджески — інженером, що побудував у США понад двох десятків великих мостів 
. 
При відкритті мосту 22 квітня 1913 його назвали ім'ям вулиці Бродвей, продовженням якої він став. Сьома авеню, що підходила до мосту з іншого боку, стала тепер східною частиною Бродвею 
.
Трамвайні колії проклали мостом відразу ж при відкритті, трамвай курсував до 1940 року. 
В 1937 — 1958 рр мостом курсував тролейбус. 
У вересні 2012 Портлендський трамвай, який отримав друге народження, знову курсує новими коліями через Бродвейський міст 
.
Спочатку міст був чорним, так само як і його сусіди та ровесники — Сталевий міст і міст Готорна. 
В 1961 портлендський архітектор Льюїс Крутчер запропонував дати кожному мосту свій власний колір. 
Бродвейський здобув колір як міст Золота Брама, відомий також як «міжнародний помаранчевий» 
.
2006 року через Бродвейський міст щодня проїжджало 30 тисяч автівок та 2 тисячі велосипедів. 
Міст розводять для проходу суден близько 25 разів на місяць 
.

## Конструкція
Підйомний міст системи Ралля використовує систему двигунів, зубчастих коліс і противаг, щоб не тільки повернути прольоти моста навколо горизонтальної осі, але й розсунути їх в сторони 
. 
Це дає змогу збільшити ефективну ширину проходу суден під мостом. 
Проліт моста з'єднаний з устоєм тягою, закріпленою на шарнірах ; при цьому в центрі мас прольоту і противаги розташовані ковзанки на осі, що переміщаються горизонтальною балкою для того, щоб проліт міг, повертаючись, від'їжджати в бік берега 
.
Два електродвигуни потужністю 75 кінських сил обертають редуктори; 
кінцеві шестерні повертають тяги. 
Бетонні противаги масою по 1250 тонн кожен розташовані над проїзною частиною мосту і намертво прикріплені до прольотів. Чотири сталеві ковзанки діаметром 2,5 метри витримують навантаження 600 тонн кожен 
. 
У зведеному стані рухливі прольоти кріпляться один до одного замками, що перешкоджають утворенню щілини між ними, ці замки оператор роз'єднує при розведенні моста 
. 
Час повороту прольоту Бродвейського мосту до крайньої позиції — десять хвилин, це найповільніший розвідний міст у Портленді.
Міст обладнаний поворотними автомобільними та пішохідними бар'єрами для заборони руху, коли він розведений .

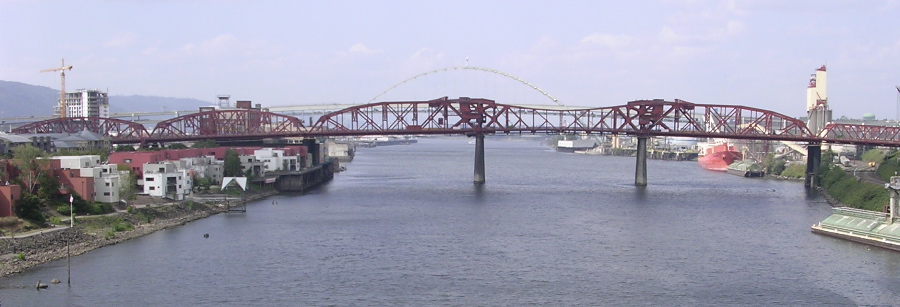
Панорама Бродвейського мосту
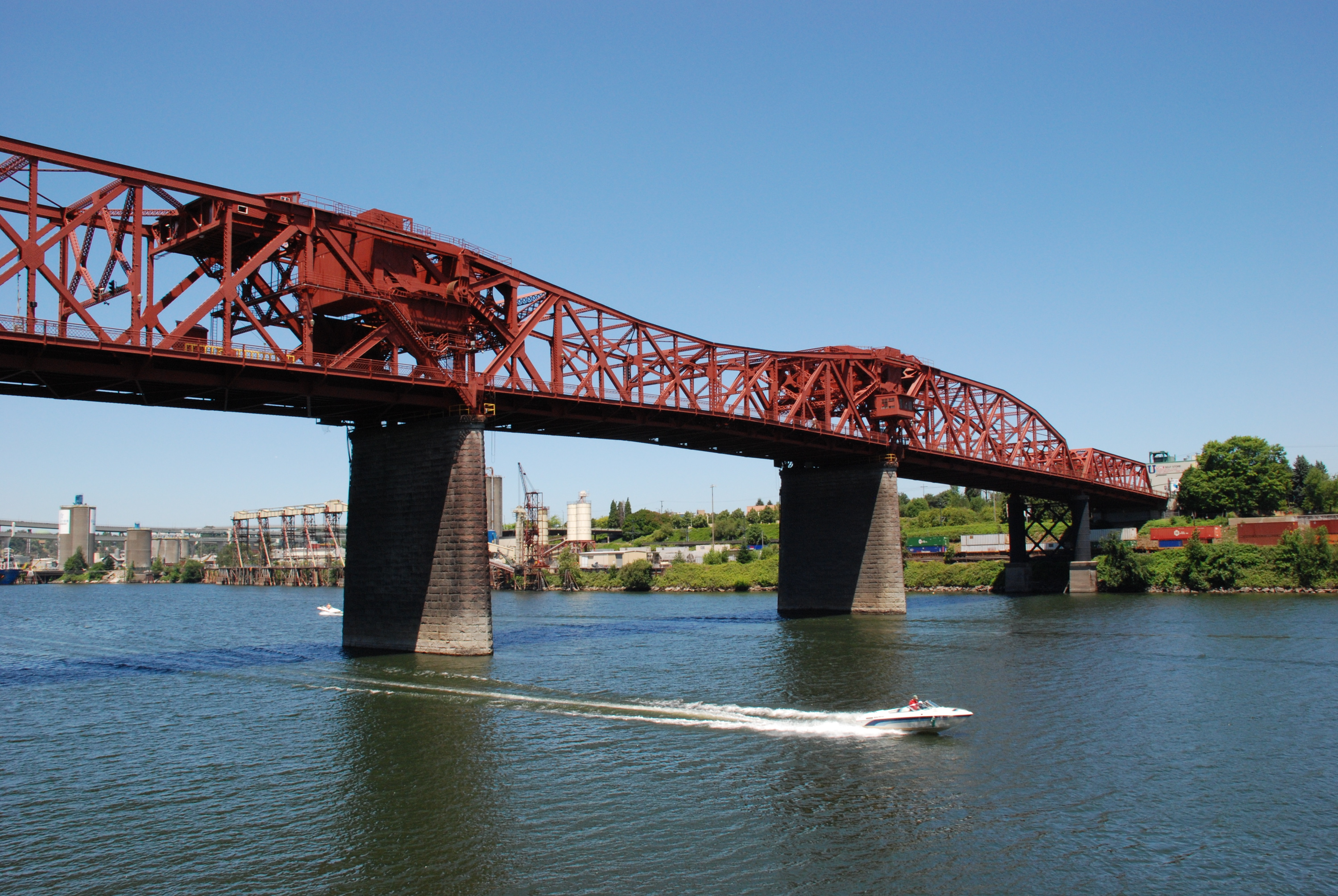
Міст зведений
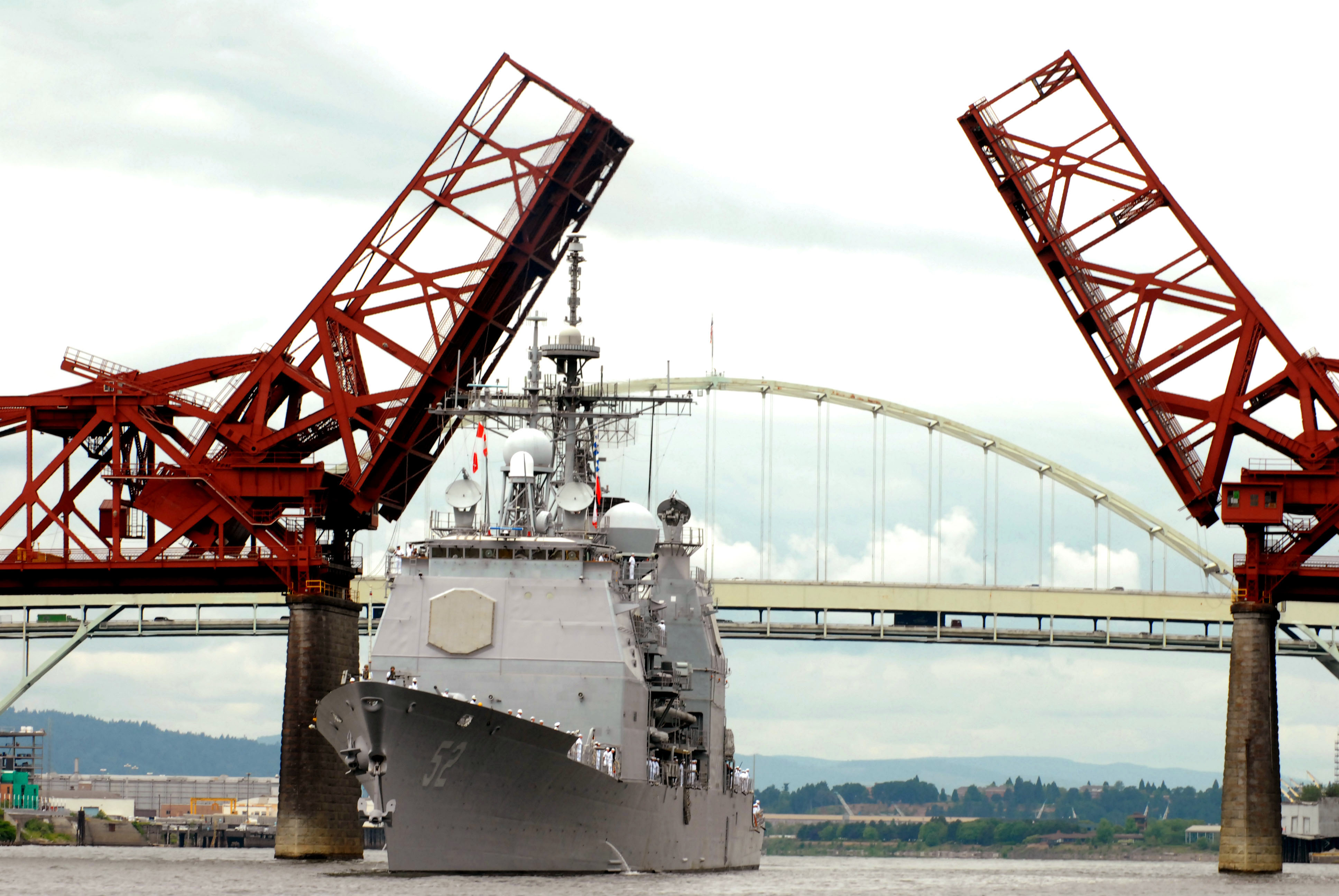
Міст розведений
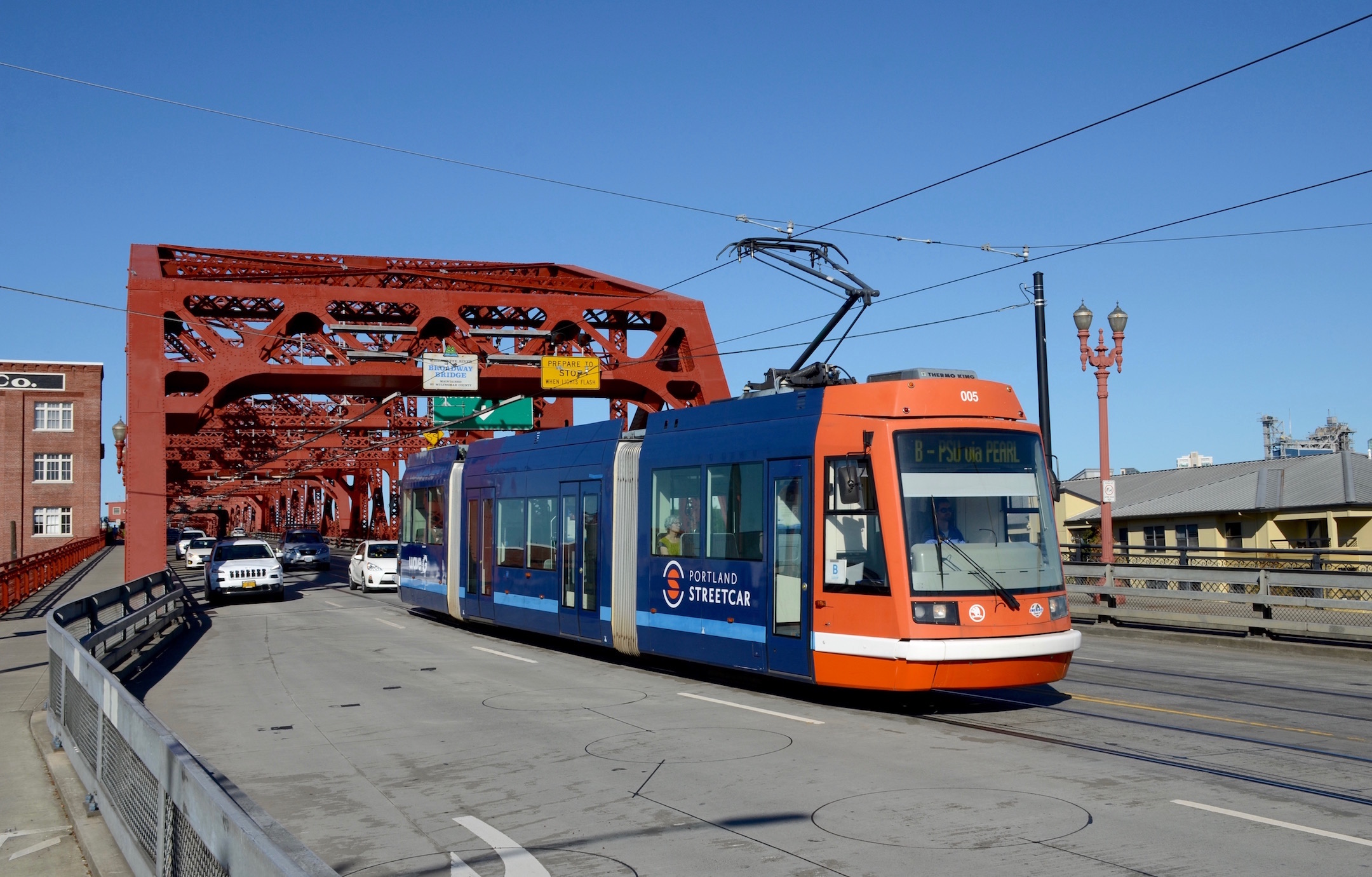
Трамвай на мосту
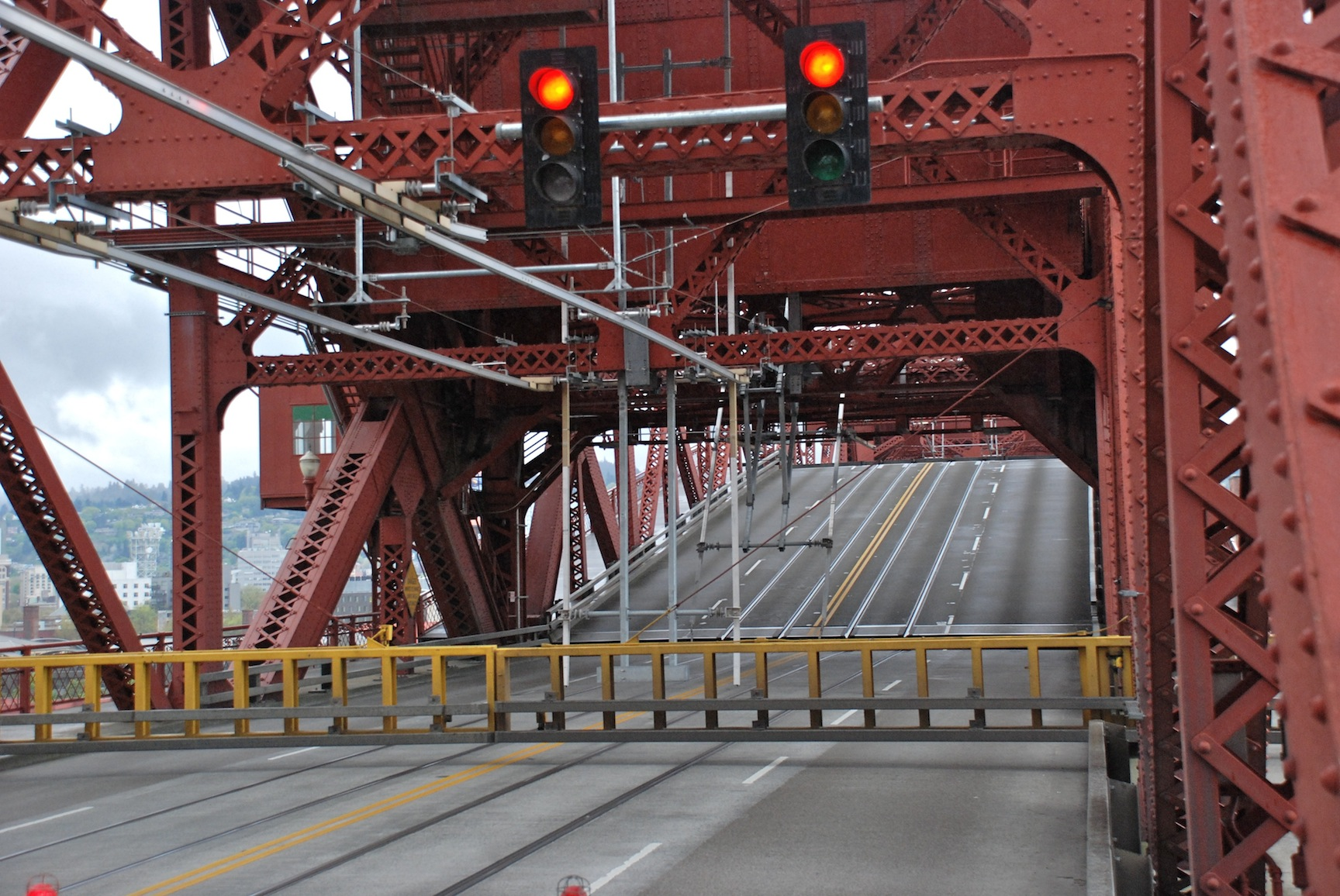
Стулка піднімається